# Scytodes liui
Scytodes liui är en spindelart som beskrevs av Wang 1994. Scytodes liui ingår i släktet Scytodes och familjen spottspindlar. Inga underarter finns listade i Catalogue of Life.